# Фаза (коливання)

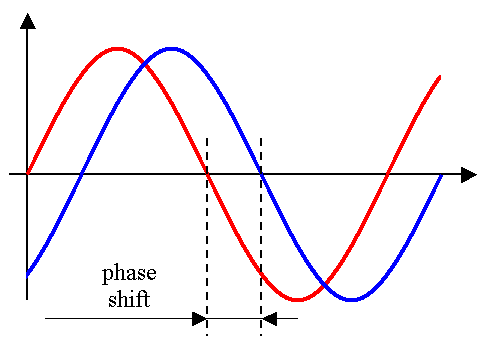
Графік коливань з різними фазами

Синфазні коливання

Фаза (повна або миттєва) — кількісна характеристика коливання, що визначає відмінність між двома подібними коливаннями, які починаються в різні моменти часу; аргумент періодичної функції, що описує коливальний або хвильовий процес.
Вимірюється в кутових одиницях.
Для гармонічних коливань, які задаються формулою
{\displaystyle x=x_{0}\cos(\omega t+\varphi _{0})},
фазу визначає параметр {\displaystyle \varphi =\omega t+\varphi _{0}}.
Початкова фаза коливань — значення фази коливань (повної) в початковий момент часу, тобто при {\displaystyle t=0} (для коливального процесу), а також у початковий момент часу на початку системи координат, тобто при {\displaystyle t=0} у точці з координатами {\displaystyle (x,\ y,\ z)=0} (для хвильового процесу).
Фаза коливання (в електротехніці) — аргумент синусоїдальної функції (напруги, струму), що відраховується від точки переходу значення через нуль до додатного значення.
Фазою характеризується також хвиля, яка є сукупністю коливань у просторі. При розповсюдженні хвилі кожна точка простору здійснює коливання з фазою, більшою або меншою за фазу сусідньої точки. Властивість хвилі зберігати фазу при розповсюдженні є однією з складових її когерентності.
Два коливання, що мають однакову фазу, називають синфазними. Якщо фаза коливань відрізняється на пів періоду, тобто на 180o, то говорять, що коливання протифазні.

## Визначення
Величину {\displaystyle \varphi ,} що є аргументом функцій косинус або синус, називають фазою коливань описуваних цією функцією:
{\displaystyle \varphi =\omega t.}
Як правило, про фазу говорять стосовно до гармонічних коливань або монохроматичних хвиль. При описі величини, що гармонічно коливається, використовують, наприклад, один з виразів:
{\displaystyle A\cos(\omega t+\varphi _{0}),}
{\displaystyle A\sin(\omega t+\varphi _{0}),}
{\displaystyle Ae^{i(\omega t+\varphi _{0})}.}
Аналогічно, при описі хвилі, що поширюється в одновимірному просторі, наприклад, використовують вирази вигляду:
{\displaystyle A\cos(kx-\omega t+\varphi _{0}),}
{\displaystyle A\sin(kx-\omega t+\varphi _{0}),}
{\displaystyle Ae^{i(kx-\omega t+\varphi _{0})},}
Для хвилі в просторі будь-якої розмірності (наприклад, у тривимірному просторі):
{\displaystyle A\cos({\vec {k}}\cdot {\vec {r}}-\omega t+\varphi _{0}),}
{\displaystyle A\sin({\vec {k}}\cdot {\vec {r}}-\omega t+\varphi _{0}),}
{\displaystyle Ae^{i({\vec {k}}\cdot {\vec {r}}-\omega t+\varphi _{0})}.}
Фаза коливань (повна) в цих виразах — аргумент функції, тобто вираз, записаний в дужках; початкова фаза коливань — величина {\displaystyle \varphi _{0},} є одним з доданків повної фази. Говорячи про повну фазу, слово повна часто опускають.
Коливання з однаковими амплітудами і частотами можуть відрізнятися фазами. Оскільки
{\displaystyle \omega =2\pi /T,} то {\displaystyle \varphi =\omega t=2\pi t/T.}
Відношення {\displaystyle t/T} вказує, скільки періодів минуло від моменту початку коливань. Будь-якому значенню часу {\displaystyle t,} вираженому числом періодів {\displaystyle T,} відповідає значення фази {\displaystyle \varphi ,} виражене в радіанах. Так, по закінченні часу {\displaystyle t=T/4} (чверті періоду) фаза буде {\displaystyle \varphi =\pi /2,} по закінченні половини періоду — {\displaystyle \varphi =\pi ,} після цілого періоду {\displaystyle \varphi =2\pi } і т. д.
Оскільки функції синус і косинус збігаються один з одним при зсуві аргументу (тобто фази) на {\displaystyle \pi /2,} то, щоб уникнути плутанини, краще користуватися для визначення фази тільки однією з цих двох функцій, а не обома одночасно. Зазвичай фазою вважають аргумент косинуса, а не синуса.
Тобто, для коливального процесу (див . вище) фаза (повна):
{\displaystyle \varphi =\omega t+\varphi _{0},}
для хвилі в одновимірному просторі:
{\displaystyle \varphi =kx-\omega t+\varphi _{0},}
для хвилі в тривимірному просторі або просторі будь-якої іншої розмірності:
{\displaystyle \varphi ={\vec {k}}\cdot {\vec {r}}-\omega t+\varphi _{0}},
де {\displaystyle \omega } — кутова частота (величина, що показує, на скільки радіан або градусів зміниться фаза за 1 с; чим вона вища, тим швидше зростає фаза з плином часу);
{\displaystyle t} — час;
{\displaystyle \varphi _{0}} — початкова фаза (тобто фаза при {\displaystyle t=0);}
{\displaystyle k} — хвильове число;
{\displaystyle x} — координата точки спостереження хвильового процесу в одновимірному просторі;
{\displaystyle {\vec {k}}} — хвильовий вектор;
{\displaystyle {\vec {r}}} — радіус-вектор точки в просторі (набір координат, наприклад, декартових).
У наведених вище виразах фаза має розмірність кутових одиниць (радіан, градус). Фазу коливального процесу, за аналогією з механічним обертальним, також виражають у циклах, тобто частинах періоду повторюваного процесу:
1 цикл = {\displaystyle 2\pi } радіан = 360 кутових градусів.
В аналітичних виразах (у формулах) переважно (і за замовчуванням) використовують подання фази в радіанах, подання в градусах також зустрічається досить часто. Вказання фази в циклах або періодах (за винятком словесних формулювань) у техніці використовують порівняно рідко.
Іноді (в квазікласичному наближенні, де використовують квазімонохроматичні хвилі, тобто близькі до монохроматичних, але не строго монохроматичні, а також у формалізмі інтеграла за траєкторіями, де хвилі можуть бути і далекими від монохроматичних, хоча все ж подібними до монохроматичних) розглядається фаза, яка є нелінійною функцією часу {\displaystyle t} і просторових координат {\displaystyle {\vec {r}},} в принципі — довільна функція:
{\displaystyle \varphi =\varphi ({\vec {r}},t).}

## Пов'язані терміни
Розглядаючи два коливальних процеси однакової частоти, говорять про постійну різницю повних фаз (про зсув фаз) цих процесів. У загальному випадку зсув фаз може змінюватися в часі, наприклад, через кутову модуляцію одного або обох процесів.
Якщо два коливальних процеси відбуваються одночасно (наприклад, коливні величини досягають максимуму в один і той самий момент часу), то кажуть, що вони перебувають у фазі (коливання синфазні). Якщо моменти максимуму одного коливання збігаються з моментами мінімуму іншого коливання, то кажуть, що коливання перебувають у протифазі (коливання протифазні). Якщо різниця фаз становить ±90°, то кажуть, що коливання перебувають у квадратурі або що одне з цих коливань — квадратурне відносно іншого коливання (опорного, «синфазного», тобто того, за яким визначають початкову фазу).
Якщо амплітуди двох протифазних монохроматичних коливальних процесів однакові, то при додаванні таких коливань (під час їх інтерференції) в лінійному середовищі відбувається взаємне знищення коливальних процесів.

## Дія
Дія — одна з найфундаментальніших фізичних величин, на якій побудовано сучасний опис практично будь-якої достатньо фундаментальної фізичної системи — за своїм фізичним змістом є фазою хвильової функції.